# Flota liniowa

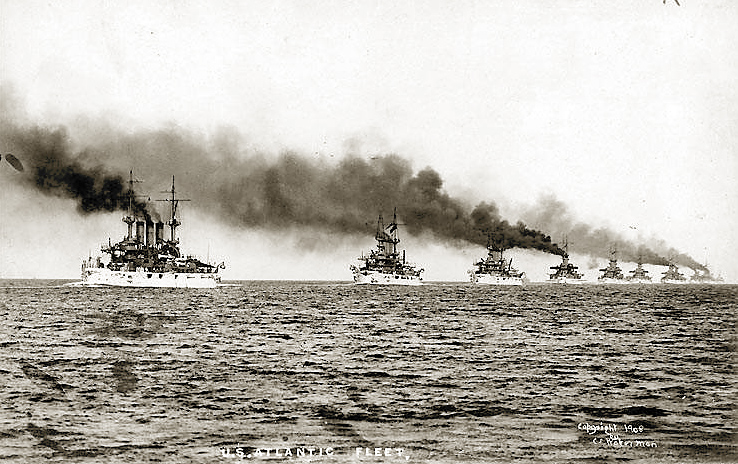
Amerykańskie pancerniki Floty Atlantyckiej w 1907, tworzące część amerykańskiej floty liniowej

Flota liniowa – zespół okrętów wojennych (flota wojenna) złożony z okrętów liniowych – najpierw okrętów żaglowych, potem pancerników i krążowników liniowych. Flota liniowa był to zespół najsilniej uzbrojonych okrętów, posiadających zbliżone charakterystyki w celu możliwości działania jako jedna formacja. Podstawowym sposobem walki morskiej od II połowy XVII wieku, wraz ze zwiększeniem znaczenia artylerii okrętowej, był szyk liniowy. Wtedy też mocarstwa morskie zaczęły tworzyć floty liniowe, tworzące trzon marynarki wojennej danego państwa, których nazwa pochodziła od sposobu walki.
Pod koniec XIX wieku, z nastaniem ery pancerników, powstały nowe floty liniowe składające się z zespołów pancerników. Najsilniejsze z nich to Grand Fleet brytyjskiej Royal Navy, amerykańska oraz niemiecka Hochseeflotte (powołana w 1907). Jedynym wielkim starciem nowożytnych flot liniowych była bitwa jutlandzka w 1916. Wraz z zakończeniem I wojny światowej i zmianą taktyki morskiej oraz zmniejszeniem liczby pancerników, floty liniowe zanikły.